# Website so sánh giá
Website so sánh giá hay công cụ so sánh giá trực tuyến là một công cụ tìm kiếm cho phép người dùng tìm kiếm và so sánh giá bán của sản phẩm mình quan tâm trên các gian hàng trực tuyến khác nhau để từ đó đưa ra lựa chọn mua hàng. Hầu hết các website so sánh giá trên thế giới đều không trực tiếp bán hàng mà chỉ liệt kê các gian hàng trực tuyến đang bán sản phẩm cùng mức giá bán tương ứng.

## Cơ chế hoạt động
Các website so sánh giá hoạt động dựa trên một trong hai phương thức sau:

### Crawler
Website so sánh giá xây dựng chương trình phần mềm crawler để truy cập website của các gian hàng trực tuyến, phân tích cấu trúc html và lấy thông tin về giá cũng như các đặc tính khác của sản phẩm. Cách làm này cũng giống như việc các công cụ tìm kiếm như Google đánh giá xếp hạng các website.
Phương thức này có ưu điểm là thông tin về giá của sản phẩm luôn được cập nhật liên tục.
Việc lấy dữ liệu bằng phương thức crawler cũng mang lại nhiều khó khăn cho các website so sánh giá bởi cấu trúc html của các gian hàng trực tuyến không giống nhau, chưa kể tới việc tên gọi của cùng một sản phẩm và mô tả về sản phẩm đó cũng không giống nhau trên các gian hàng. Ngoài ra, việc lấy dữ liệu có thể bị dừng nếu như website của gian hàng bị lỗi hoặc thay đổi cấu trúc.

### Feed dữ liệu
Với phương thức này, website so sánh giá sẽ cung cấp một chuẩn định dạng dữ liệu dưới dạng tập tin txt hoặc xml để các gian hàng điền thông tin.
Ưu điểm của phương thức này là thông tin về các sản phẩm được chuẩn hóa đồng bộ hơn.
Tuy nhiên, hạn chế của phương thức này là thông tin sẽ không được cập nhật nếu như gian hàng "quên" gửi dữ liệu cho website so sánh giá, dẫn đến việc thông tin trên website so sánh giá khác với thông tin trên website của gian hàng. Thêm vào đó, các gian hàng có thể không cung cấp thông tin của đủ tất cả các mặt hàng mà chỉ của một số mặt hàng trọng điểm.

## Lợi ích của website so sánh giá

### Đối với người tiêu dùng
Website so sánh giá cho phép người tiêu dùng tìm kiếm sản phẩm mà mình đang quan tâm (qua thanh tìm kiếm hoặc danh mục sản phẩm) với kết quả trả ra là các gian hàng trực tuyến đang bán sản phẩm đó cùng mức giá bán tương ứng. Người tiêu dùng có thể dễ dàng lựa chọn nhà cung cấp có mức giá hợp lý nhất.
Danh mục sản phẩm trên các website so sánh giá phong phú hơn nhiều so với một đơn vị bán hàng trực tuyến thông thường. Người dùng gần như có thể tìm thông tin về bất kì sản phẩm nào khi sử dụng công cụ này.
Bên cạnh thông tin về giá, các website so sánh giá còn cung cấp cả thông tin về đặc tính của sản phẩm cũng như các bài viết đánh giá, hướng dẫn mua hàng với từng dòng sản phẩm, giúp người dùng đưa ra quyết định phù hợp hơn.

### Đối với các gian hàng trực tuyến
Website so sánh giá giúp gia tăng độ hiện diện trên Internet của các gian hàng trực tuyến, giúp nâng cao khả năng tiếp cần với khách hàng tiềm năng của các gian hàng này. Bên cạnh đó, tỉ lệ chuyển đổi từ click đến gian hàng thành hành vi mua hàng của những click từ website so sánh giá cao hơn nhiều so với click từ banner quảng cáo khác do người click thực sự quan tâm và có nhu cầu mua sản phẩm.